# Purmerend
Purmerend je město a obec v Nizozemsku. Nachází se v provincii Severní Holandsko 15 km severně od Amsterdamu. Je součástí regionu Waterland, kde byla původní jezera Purmermeer, Beemstermeer a Wormermeer proměněna v poldery. Město patří ke konurbaci Randstad a prochází jím dálnice Rijksweg 7.

## Historie města
Purmerend založil v roce 1413 amsterdamský bankéř Willem Eggert. Mělo značnou míru samosprávy nazývanou Hoge heerlijkheid, známým vlastníkem města byl Lamoraal Egmont. Obyvatelé se věnovali převážně rybolovu a zemědělství, prosperita nastala poté, co byl roku 1824 zprovozněn Noordhollandsch Kanaal. Po druhé světové válce mělo město kolem deseti tisíc obyvatel, pak nastala výstavba nových čtvrtí a Purmerend se stal satelitem Amsterdamu, kam mnoho místních dojíždí do zaměstnání. V lednu 2022 byl k Purmerendu připojen Beemster, počet obyvatel tak vzrostl na více než devadesát tisíc.
Město bylo známé velkými dobytčími trhy. Bývalé tržiště Koemarket se ve dvacátém století stalo společenským centrem s obchody a nočními kluby, jeho minulost připomíná sousoší krav od Hanse Kuypera. Obchodu se sýry sloužil Kaasmarkt. Památkově chráněnou stavbou je Villa Clementine z roku 1880, nachází se zde katolický kostel Sint-Nicolaaskerk a evangelický De Deur. Městské muzeum v budově bývalé radnice se pyšní kolekcí secesního nádobí. V Purmerendu se odehrává děj knihy Simone van der Vlugt Obchodnice z Amsterdamu.
Purmerend byl v letech 1991–2017 partnerským městem Jihlavy.